# Pyrgomorpha bispinosa
Pyrgomorpha bispinosa är en insektsart som beskrevs av Walker, F. 1870. Pyrgomorpha bispinosa ingår i släktet Pyrgomorpha och familjen Pyrgomorphidae.

## Underarter
Arten delas in i följande underarter:
- P. b. bispinosa
- P. b. deserti
- P. b. incognita
- P. b. mongolica